# Permanent

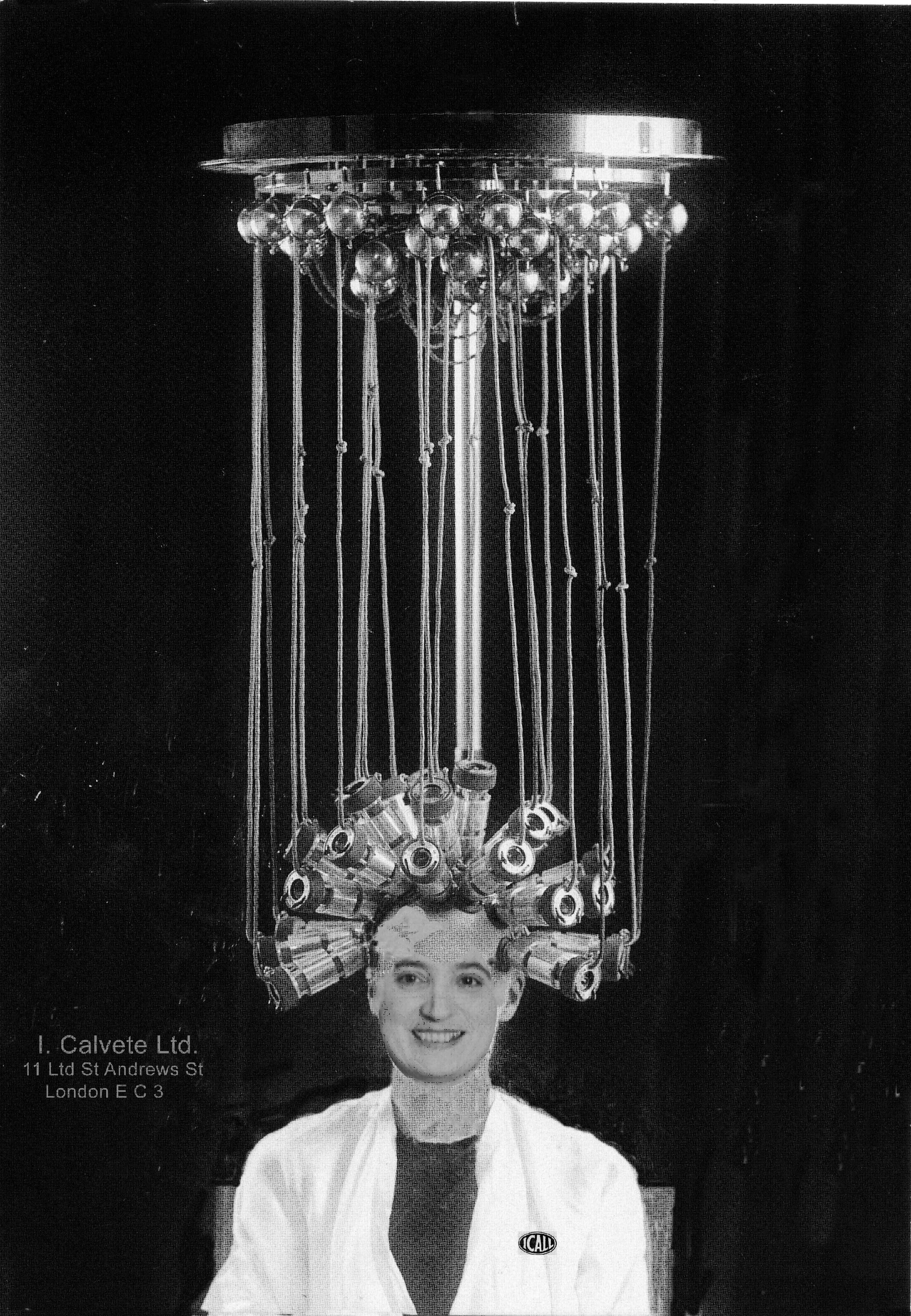
Maskin från 1920-talet för permanent med hjälp av värme.

Permanent är en behandling som görs i kosmetiskt syfte för att förändra strukturen på en persons huvudhår. Vanligen syftar permanenten till att få rakt hår att bli lockigt, men det förekommer även rakpermanent, där lockigt hår görs rakt.
Permanent har sitt ursprung i onduleringen, känd åtminstone sedan antiken. 1906 konstruerades en apparat för Permanent-ondulering, vilka efterhand förbättrades. Begreppet förkortades så småningom till permanent, brukat första gången i en annons i Svenska Dagbladet 1932.
När rakt hår ska permanentas för att bli lockigt rullas håret upp på spolar eller papiljotter och behandlas sedan med olika kemikalier. Värme påskyndar processen. 
Permanent utförs vanligen av en utbildad frisör på en frisersalong. Permanentvätskor för privat bruk kallas hempermanent. 
Permanentvätska innehåller oftast någon form av alkalisk vätska blandat med tioglykolsyra.
Då hår består av flera lager och det yttre öppnas av bland annat alkaliska vätskor och alkohol innehåller de flesta kem-tekninska hårprodukter någon av dessa.
Tioglykolsyra bryter ner den tredje bryggan, cysteinbryggan eller svavelbrygga, som den också kallas och fixeringen reparerar den i ett senare behandlingsmoment. Fixeringen innehåller oftast en blandning av dessa verksamma ingredienser: vatten, vätesuperoxid (divätedioxid, H2O2), magnesium, citronsyra.

## Rakpermanent
Permanent är ett annat ord för strukturförändrande behandlingar. När man gör en rakpermanent blir håret rakt, det kan ha varit lockigt eller bara lite vågigt sedan innan. Vid en rakpermanent använder man oftast en permanentvätska i krämform. När man gör permanent med spolar för att få det lockigt har man en rinnig permanentvätska, om man skulle ha det till en rakpermanent skulle det droppa jättemycket.